# Carlo Barberini (1562-1630)
Carlo Barberini, duca di Monterotondo (Firenze, 28 maggio 1562 – Bologna, 26 febbraio 1630), è stato un militare e nobile italiano.

## Biografia

### Infanzia

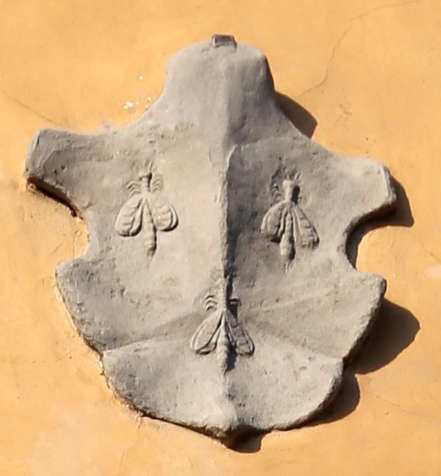
Lo stemma di Casa Barberini sul Palazzo dei Capitani della Montagna, Cutigliano

Carlo Barberini nacque a Firenze da Antonio, un ricco mercante, e da Camilla Barbadori, quinto di sei figli il 28 maggio 1562. Originari di Barberino Val d'Elsa, i più prossimi ascendenti avevano cambiato l'originario nome di Tafani in Barberini, così come i tre tafani presenti sullo stemma in tre api. Carlo nacque in una casa signorile in piazza Santa Croce.

### A Roma

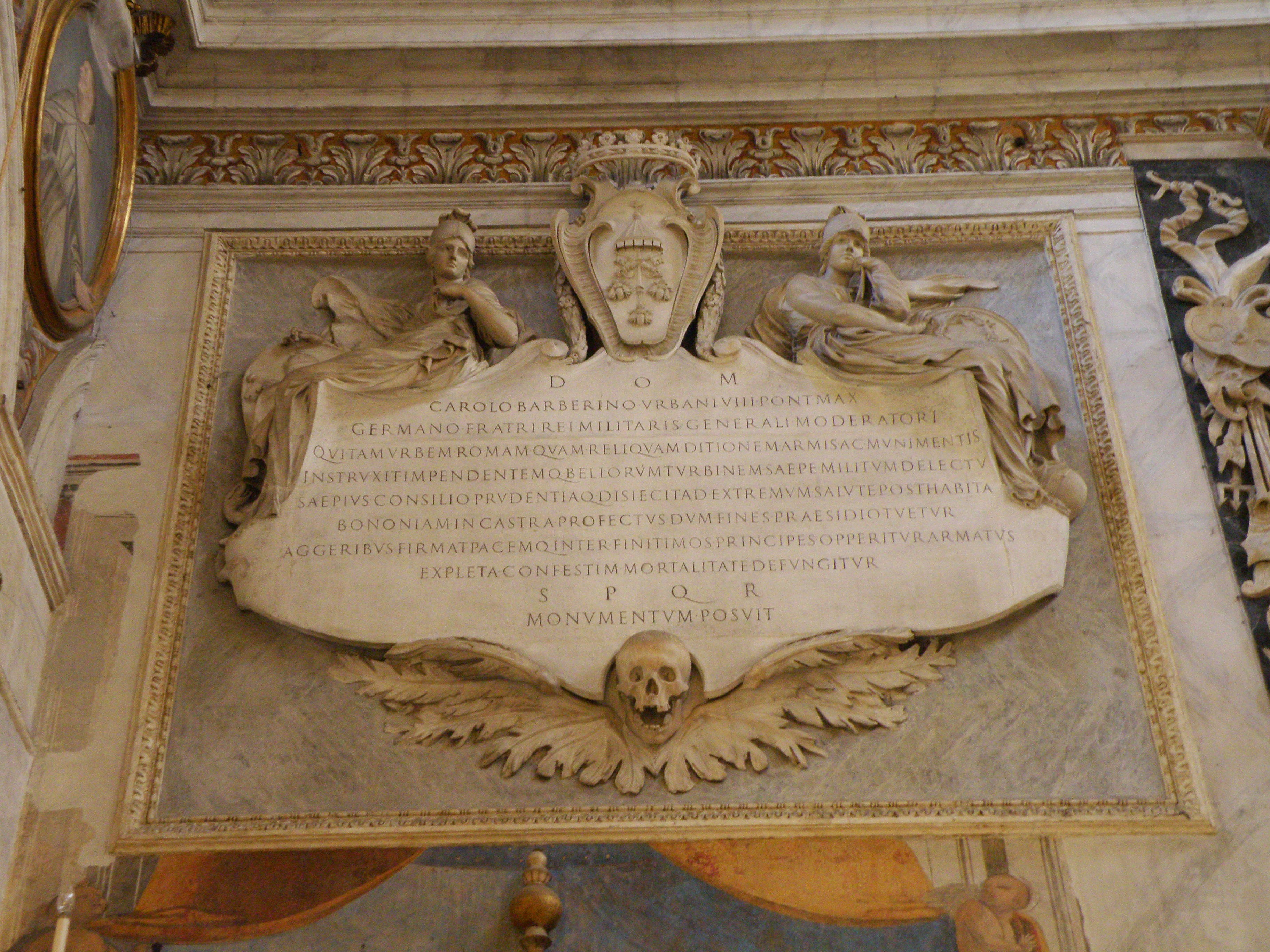
Iscrizione riguardante Carlo a Roma

Fratello di Maffeo Barberini, si trasferì a Roma nel 1600 insieme a questi, creato cardinale. Nel 1623 Maffeo Barberini venne eletto papa col nome di Urbano VIII; Carlo Barberini venne creato duca di Monterotondo, Gonfaloniere della Chiesa e luogotenente generale dell'esercito pontificio.
Tra le sue opere una Sinossi del De Principatibus di Niccolò Machiavelli e una relazione sulle norme di comportamento militare da seguirsi nell'esercito pontificio (1626).

### Morte
Morì il 26 febbraio 1630 a Bologna.

## Matrimonio e discendenza
Il 24 febbraio 1594 sposò la fiorentina Costanza di messer Vincenzo Magalotti (25 gennaio 1575 - 15 agosto 1644), dalla quale ebbe sette figli:
- Francesco (febbraio 1596-19 giugno 1597);
- Francesco (1597-1679);
- Camilla (15 ottobre 1598-26 marzo 1666), monaca;
- Maria (22 ottobre 1599-di parto, febbraio 1621), sposò nel 1618 Tolomeo Duglioli[4];
- Taddeo (1603-1647), I principe di Palestrina;
- Clarice (21 ottobre 1606-19 febbraio 1665), monaca;
- Antonio (1607-1671).